# Harpactea sadistica
Harpactea sadistica là một loài nhện trong họ Dysderidae.
Loài này thuộc chi Harpactea. Harpactea sadistica được miêu tả năm 2008 bởi Rezác.